# Ческоморавска
Ческоморавска (чеш. Českomoravská) — станция пражского метрополитена. Находится на линии B между станциями «Палмовка» и «Височанска». Станция не является загруженной, хотя и находится рядом с ТЦ «Galerie Harfa Praha», в котором располагается пражский динопарк.

## Характеристика станции
Станция открыта 22 ноября 1990 года в составе третьего пускового участка линии В «Florenc - Českomoravská».
Ческоморавска — пилонная станция глубокого заложения. Глубина станции — 25 м, длина — 148 м.
Станция оборудована одним выходом, ведущим соответственно в один подземный вестибюль. Вестибюль находится рядом с торговым центром «Galerie Harfa Praha».

### Наводнение 2002 года
Станция пострадала при наводнении 2002 года. Станция открылась после устранения последствий наводнения в 1 квартале 2003 года

## Путевое развитие
В сторону станции «Височанска», за станцией расположен однопутный оборотный тупик.

## Фотографии
- Эскалаторы.
- Платформа.